# جاك أنتوني (موسيقي)
جاك أنتوني (الروسية: Жак-Энтони) هو موسيقي روسي، ولد في 31 يناير 1992 في فولوغدا في روسيا.